# Boehmia chelata
Boehmia chelata là một loài nhện biển trong họ Ascorhynchidae. Loài này thuộc chi Boehmia. Boehmia chelata được miêu tả khoa học năm 1879 bởi Bohm.